# Германтаун (Міннесота)
Германтаун (англ. Hermantown) — місто (англ. city) в США, в окрузі Сент-Луїс штату Міннесота. Населення — 10 221 особа (2020).

## Географія
Германтаун розташований за координатами 46°48′24″ пн. ш. 92°14′30″ зх. д. / 46.80667° пн. ш. 92.24167° зх. д. (46.806682, -92.241606).  За даними Бюро перепису населення США в 2010 році місто мало площу 89,02 км², з яких 88,96 км² — суходіл та 0,06 км² — водойми.

## Демографія
Згідно з переписом 2010 року, у місті мешкало 9414 осіб у 3355 домогосподарствах у складі 2351 родини. Густота населення становила 106 осіб/км².  Було 3544 помешкання (40/км²).
Расовий склад населення:
| - 93,1 % — білих - 2,4 % — чорних або афроамериканців - 1,2 % — корінних американців - 1,2 % — азіатів |

До двох чи більше рас належало 1,6 %. Частка іспаномовних становила 2,2 % від усіх жителів.
За віковим діапазоном населення розподілялося таким чином: 22,6 % — особи молодші 18 років, 63,5 % — особи у віці 18—64 років, 13,9 % — особи у віці 65 років та старші. Медіана віку мешканця становила 40,1 року. На 100 осіб жіночої статі у місті припадало 117,2 чоловіків;  на 100 жінок у віці від 18 років та старших — 120,4 чоловіків також старших 18 років.
Середній дохід на одне домашнє господарство  становив 92 785 доларів США (медіана — 65 662), а середній дохід на одну сім'ю — 115 586 доларів (медіана — 86 711). Медіана доходів становила 56 526 доларів для чоловіків та 32 191 долар для жінок. За межею бідності перебувало 7,3 % осіб, у тому числі 4,7 % дітей у віці до 18 років та 6,3 % осіб у віці 65 років та старших.
Цивільне працевлаштоване населення становило 4533 особи. Основні галузі зайнятості: освіта, охорона здоров'я та соціальна допомога — 27,7 %, роздрібна торгівля — 16,8 %, транспорт — 8,8 %, виробництво — 6,5 %.